# Бервуд (Крайстчерч)
Бервуд (англ. Burwood) — северо-восточный пригород Крайстчерча в Новой Зеландии. В основном представляет собой спальный район, расположенный неподалёку от заповедной зоны Трэвис и леса Батл-Лейк (зоны отдыха площадью около 12,5 га). Местное племя маори, Нгаи-таху, выступили с инициативой создания в пригороде новой парковой зоны, Tumara Park.
В Бервуде есть две школы: начальная школа Бервуда и школа Виндзор.

## Известные уроженцы
- Литч, Майкл (род. 1988), японский регбист новозеландского происхождения, капитан сборной Японии.